# アンモニオス・ヘルメイウ
アンモニオス・ヘルメイウ (ギリシア語: Ἀμμώνιος ὁ Ἑρμείου, 英: Ammonius Hermiae, 440年頃 - 520年頃)は東ローマ帝国初期のネオプラトニズム哲学者。哲学者夫婦のヘルメイアスとアイデシアの息子。アテナイでプロクロスに学んだ後、生涯の大部分をアレクサンドリアで教鞭をとって過ごし、プラトン、アリストテレス、その他の哲学者の著書の注釈書を著した。アンモーニオス・ヘルメイウー、ヘルメイアスの子アンモニオス、アレクサンドリアのアンモニオスとも呼ばれる。

## 生涯
アンモニオスの父であるヘルメイアスは、アテナイでアカデメイア学頭シュリアノスの下で学び、アレクサンドリアに戻り、そこでホーラポッローの学校で追加科目として修辞学とともにプラトニズムを修めた。母アイデシアはシュリアノスの親戚であり、プロクロスと結婚するために選ばれた少女だったが、プロクロスがシュリアノスの後継者となった時、“ある神によって”彼女との結婚が止められ、アイデシアはプロクロスの学友であったヘルメイアスと結婚した。二人の三人の息子（長男は夭折した）の中で二番目であるアンモニオスは435年頃に生まれた。ダマスキオスが『イシドーロスの生涯、または哲学史』を526年に書いたときにはすでに没後だったようであるが、ピロポノスによる『自然学註解』が公刊された時（517年）にはまだ生きていた。
ヘルメイアスに与えられた教師としての給付金は、彼の死後にもアンモニオスと弟のヘリオドロスが成長するまで引き続き与えられたが、アイデシアの死後に彼等には負債が残ったと、ダマスキオスは伝えている。この財政状況はダマスキオスがアンモニオスは貪欲であったと言っていることと関係があったかもしれないが、ダマスキオスのいうところはアンモニオスとアレクサンドリアのキリスト教の主教との取引を批判であろう。アイデシアは二人の息子をアテナイに連れて行き、二人はプロクロスの下で教育されることになった。
アイデシアと息子たちは475年までにはアレクサンドリアに戻ったであろう。アンモニオスはアレクサンドリアの学校でプラトンの講義を始めたが、それが彼の最後までの経歴となった。475年から485年の間にダマスキオスはアンモニオスと彼の弟ヘリオドロスの講義を聞き、515年頃にはオリュンピオドロスが『ゴルギアス』についての講義を聞いた。アスクレピオスは『テアイテトス』の講義を述べている。
ダマスキオスによると、480年代後半のアレクサンドリアにおける異教徒迫害の中で、アンモニオスはキリスト教の権威に譲歩することで講義を続けられたという。ダマスキオスはアンモニオスがキリスト教を容認したことに文句を言っているが、譲歩がどのようなものであったかは述べていない。それはアンモニオスが教授・流布できる教義の制限に関わるものだと推測されている。アンモニオスは515年にも教育を続けていた、というのもこの年に行われたプラトンの『ゴルギアス』に関するアンモニオスの講義を小オリュンピオドロスが聴講しているからである。また、彼はトラッレイスのアスクレピオス、ヨハネス・ピロポノス、ダマスキオス、そしてキリキアのシンプリキオスらに対しても教えた。

## アリストテレス註解者としてのアンモニオス
アンモニオスはアレクサンドリアでアリストテレス註解の伝統を確立した。それは彼の弟子であるアスクレピオス、シンプリキオス、フィロポノス、オリュンピオドロスらに伝わり、その後にはエリアス、ダヴィド、プリスキアノス、ステパノスと続いていった。
ダマスキオスは、アンモニオスはプラトンとアリストテレス両方を解説したが、後者をより多く行った、と述べている。
ザカリアスの対話において、あるキリスト教徒の人物はアンモニオスの目立った弟子ゲシオスと彼の仲間たち（おそらくアンモニオス自身も含む）と論争し、彼等がプラトンの教義に反論することに慣れている一方、自分たちをプラトンの弟子であるとし、「プラトニスト」と呼ばれることを望んでいると非難している。彼は又『ティマイオス』の宇宙論を文字通りの解釈を使い、「対話」においてアンモニオス的性格に支持された、神と世界の永遠性に関するアリストテレスの教義に対抗している。
とはいえアンモニオスはプラトンのテキストについても講義を行っている。オリュンピオドロスの『ゴルギアス注解』で9回、『パイドン注解』で3回、彼の名を引用している。いずれの場合でも最大の敬意を以て引用されている。
アリストテレスに関する講義では、アンモニオスはいくつかの重要な点でプロクロスに同意しなかったが、それでも彼に多くを負っていることを明言した。次にイアンブリコスを使用し、加えて他の注解者を利用した。例えば、『命題論注解』において彼の資料のほとんどはプロクロスの講義からであるが、それを補足するためにポルピュリオスの失われた解説があり、ほかにアレクサンドロス、アスパシオス、ヘルミナスやストア派が情報源であった。
アンモニオスの注解の手法は、用いた情報源と対するテキストによって異なっている。アスクレピオスの公開したアンモニオスの講義は、アンモニオス自身がプロクロスの講義を基にして書き下ろした『命題論注解』とは非常に異なる手順が見られる。形而上学Α－Ζ巻講義ではアンモニオスの講義の反映であるが、アスクレピオスによる作り直しであるか判断するのは困難であるが、弟子によって書き写された“師の口ずから”の講義は、最善の表現が与えられていると合理的に考えることができる。この注解の起源が講義に起源があることを示す兆候は多く、しばしば「昨日言われたこと」という語で説明が始まったり、「“我々と共に講義で学んだ医学の師アスクレピオス”が質問し“我々の哲学の師が”彼に答えた」と言われたりしている。

## 著作
世評によれば膨大な数があったという著作のうち、アリストテレスの『命題論』に対する注釈のみが完全に残っている。テュロスのポルピュリオスの『エイサゴーゲー』に対する注釈はおそらく彼のものであるが、幾分か崩壊していて後に改竄された部分を含む。
『命題論』の中でアンモニオスは、神の予知によって偶発的なものが全くなくなると主張した。ボエティウスの第二注釈書や『哲学の慰め』と同様に、この主張は祈りの有効性を主張している。アンモニオスはカルキスのイアンブリコスの「知識は知るものと知られるものの間に存するものである、というのもそれは知るものが知られるものと関係するという活動だからである」という文面を引用している。
他にいくつの独立した作品が引用や断片で残っている。
- 『パイドン注解』　小オリュンピオドロスによる同名の書に引用。

- 『仮言三段論法について』

- 『アリストテレスが神を宇宙の究極的かつ能率的原因としたことについて』　シンプリキオスの『天界論注解』『自然学註解』に引用。

- 『アストラーベについて』

講義録
幾人かの筆録者によってアンモニオスの講義が記録されている。
匿名の筆録者による。
- 『カテゴリー論について』[6]

- 『分析論前書について』

トラッレイスのアスクレピオスによる。
- 『形而上学Α‐Ζ巻について』[7]

- 『ニコマコス数学入門について』

ピロポノスの名で伝わったもの。
- 『分析論前書について』

- 『分析論後書について』

- 『生成消滅論について』

- 『霊魂論について』　三巻については疑念がある。

彼は熟達した天文学者でもあった:彼はクラウディオス・プトレマイオスについて講義し、アストロラーベについての論文を書いたことで知られている。